# Représentation de Fresnel
Pour les articles homonymes, voir Fresnel.
La représentation de Fresnel ou diagramme de Fresnel  est un outil graphique permettant d'ajouter, de soustraire, de dériver et d'intégrer des fonctions sinusoïdales de même fréquence. 
En physique, de nombreuses grandeurs peuvent être des fonctions sinusoïdales du temps (ou de l'espace) : 
- courants, tensions, puissance (électricité) ;
- ondes :
  - lumière (onde électromagnétique),
  - son (onde de pression),
  - chaleur (onde de température),
  - élongation d'un ressort, vagues… (ondes mécaniques).

Pour réaliser certains calculs, on peut être conduit à réaliser un certain nombre d'opérations avec ces grandeurs sinusoïdales :
- somme ou différence sont utiles en électrocinétique (loi des nœuds, loi des mailles) et pour les interférences (somme de deux ondes) ;
- dérivation ou intégration : pour appliquer l'équation caractéristique de certains dipôles (condensateurs, inductances).

Le physicien pourra alors utiliser la représentation de Fresnel qui est un outil moins puissant mais plus visuel que les nombres complexes.

## Principe
À toute grandeur fonction sinusoïdale du temps d'expression :
{\displaystyle g(t)={\hat {G}}\,\sin(\omega t+\varphi )},
on fait correspondre un vecteur {\displaystyle {\vec {G}}\,} 
dont les caractéristiques sont les suivantes :
- module {\displaystyle G\,} = amplitude  {\displaystyle {\hat {G}}\,}(ou valeur maximale pour les courants et les tensions, cf. remarque ci-après),
- angle polaire {\displaystyle \varphi \,}, la phase à l'origine de la grandeur sinusoïdale.

## Cas particulier des courants et des tensions
Il est d'usage d'écrire ces grandeurs sous la forme :
{\displaystyle g(t)=G_{\rm {eff}}{\sqrt {2}}\,\sin(\omega t+\varphi )\,},
{\displaystyle G_{\rm {eff}}} étant la valeur efficace du courant ou de la tension considérés et de choisir cette valeur pour module du vecteur de Fresnel associé. Ce n'est pas une obligation, mais le choix doit être le même pour toutes les grandeurs utilisées pour les calculs.

## Exemple d'utilisation
Soit le circuit RC suivant soumis à une tension
{\displaystyle e(t)=E\cos(\omega t+\varphi )}.
On cherche à déterminer l'intensité I du courant.
En utilisant les amplitudes et impédances
On écrit donc :
{\displaystyle {\underline {e}}=Ue^{j\omega t}} , {\displaystyle {\underline {u}}_{c}=U_{C}e^{j\omega t}} , {\displaystyle {\underline {u}}_{R}=U_{R}e^{j\omega t}} ,  {\displaystyle {\underline {i}}=Ie^{j\omega t}}
La loi des mailles donne :
{\displaystyle U=U_{C}+U_{R}=ZI}.
On détermine Z :
{\displaystyle Z=Z_{R}+Z_{C}=R-j{\frac {1}{C\omega }}}
À partir de Z on en déduit :
{\displaystyle I={\frac {U}{Z}},\ \varphi \,=\mathrm {arg} (u)}
En utilisant les constructions vectorielles
{\displaystyle U(E,\varphi \,)=U_{R}(RI,O)+U_{C}(I/(C\omega ),-\pi /2)}
Soit la représentation de Fresnel :
Puis de façon simple, il suffit de faire dans cet exemple (Attention, on ne somme pas les tensions mais les amplitudes complexes)
{\displaystyle \tan(\varphi )=(-I/(C\omega ))/(RI)}
{\displaystyle U^{2}=(-I/(C\omega ))^{2}+(RI)^{2}}
On peut retrouver ainsi facilement I.
La représentation de Fresnel permet une vision rapide de tous les signaux et la possibilité de déterminer graphiquement les résultats.